# Fjälebro
Fjälebro är en småort i Valla socken i Tjörns kommun i Bohuslän.